# 安妮-洛尔·维亚尔
安妮-洛尔·维亚尔（法語：Anne-Laure Viard，1981年6月7日—），法国女子皮划艇运动员。她曾代表法国参加2004年和2008年夏季奥林匹克运动会皮划艇比赛，其中2008年奥运会获得一枚铜牌。